# Копаніни (гміна Лютутув)
Копаніни (пол. Kopaniny) — село в Польщі, у гміні Лютутув Верушовського повіту Лодзинського воєводства.
Населення — 89 осіб (2011).
У 1975-1998 роках село належало до Серадзького воєводства.

## Демографія
Демографічна структура станом на 31 березня 2011 року:
|          | Загалом | Допрацездатний вік | Працездатний вік | Постпрацездатний вік |
| -------- | ------- | ------------------ | ---------------- | -------------------- |
| Чоловіки | 44      | 9                  | 31               | 4                    |
| Жінки    | 45      | 8                  | 23               | 14                   |
| Разом    | 89      | 17                 | 54               | 18                   |